# Ван Схаген, Тесса
Тесса ван Схаген (нидерл. Tessa van Schagen; род. 2 февраля 1994, Лейден, Южная Голландия, Нидерланды) — нидерландская легкоатлетка, специализирующаяся в беге на короткие дистанции. Чемпионка Европы 2016 года в эстафете 4×100 метров. Четырёхкратная чемпионка Нидерландов. Участник летних Олимпийских игр 2016 года.

## Биография
С раннего детства на протяжении десяти лет занималась спортивной гимнастикой. Вместе с тем, в школе на уроках физкультуры она была одной из самых быстрых, и в 14 лет вместе с одноклассником пришла на тренировку по лёгкой атлетике, где и продолжила свой путь в спорте.
Первые победы пришли довольно быстро. В 2011 году на Европейском юношеском олимпийском фестивале Тесса вышла в финал в беге на 100 метров (седьмое место) и стала чемпионкой в эстафете 4×100 метров. На юниорском уровне выиграла бронзовые медали чемпионата Европы 2013 года на дистанции 200 метров и в эстафете.
В 19 лет впервые выиграла чемпионат страны в помещении, став сильнейшей в беге на 200 метров. Вместе с Мадией Гафур, Дафне Схипперс и Ямиле Самуэль в 2014 году побила рекорд страны в эстафете 4×100 метров. На этапе Бриллиантовой лиги в Лозанне их команда пробежала круг по стадиону за 42,40. Однако через месяц на чемпионате Европы в ранге одних из фаворитов девушки потеряли эстафетную палочку при передаче и остались без медалей.
На молодёжном первенстве континента в 2015 году отметилась двумя четвёртыми местами (200 метров и эстафета).
Вышла в финал домашнего чемпионата Европы 2016 года в беге на 200 метров, где заняла 7-е место. В эстафете сборная Нидерландов стала чемпионом Европы с новым рекордом страны, 42,04 (Тесса выступала на третьем этапе).
На Олимпийских играх 2016 года на дистанции 200 метров и в эстафете не смогла преодолеть стадию предварительных забегов.
Старший брат Тессы, Ник ван Схаген, также выступает на соревнованиях в спринтерском беге.

## Основные результаты
| Год  | Турнир                          | Место проведения         | Дисциплина       | Место       | Результат |
| ---- | ------------------------------- | ------------------------ | ---------------- | ----------- | --------- |
| 2011 | Европейский юношеский фестиваль | Трабзон, Турция          | 100 м            | 7-е         | 12,13     |
| 2011 | Европейский юношеский фестиваль | Трабзон, Турция          | эстафета 4×100 м | 1-е         | 45,93     |
| 2012 | Чемпионат мира среди юниоров    | Барселона, Испания       | эстафета 4×100 м | 6-е         | 45,22     |
| 2013 | Чемпионат Европы среди юниоров  | Риети, Италия            | 200 м            | 3-е         | 23,65     |
| 2013 | Чемпионат Европы среди юниоров  | Риети, Италия            | эстафета 4×100 м | 3-е         | 44,22     |
| 2014 | Командный чемпионат Европы      | Брауншвейг, Германия     | эстафета 4×100 м | 1-е         | 42,95     |
| 2014 | Чемпионат Европы                | Цюрих, Швейцария         | эстафета 4×100 м | —           | DNF       |
| 2015 | Чемпионат Европы среди молодёжи | Таллин, Эстония          | 200 м            | 4-е         | 23,59     |
| 2015 | Чемпионат Европы среди молодёжи | Таллин, Эстония          | эстафета 4×100 м | 4-е         | 44,46     |
| 2016 | Чемпионат Европы                | Амстердам, Нидерланды    | 200 м            | 7-е         | 23,03     |
| 2016 | Чемпионат Европы                | Амстердам, Нидерланды    | эстафета 4×100 м | 1-е         | 42,04     |
| 2016 | Олимпийские игры                | Рио-де-Жанейро, Бразилия | 200 м            | 50-е (заб.) | 23,41     |
| 2016 | Олимпийские игры                | Рио-де-Жанейро, Бразилия | эстафета 4×100 м | 10-е (заб.) | 42,88     |